# Big Freedia
Big Freedia, pseudonimo di Freddie Ross Jr. (New Orleans, 28 gennaio 1978), è un rapper, personaggio televisivo e drag queen statunitense.
Nota principalmente come drag queen, e dunque in panni femminili, Ross ha affermato di non definirsi una persona transgender ma semplicemente un uomo che ama esibirsi nei panni di donna, e che non le importa se le persone si riferiscono a lei con pronomi maschili o femminili. La sua carriera musicale è iniziata nel 1999, ma è nei tardi anni 2000 che è riuscita ad imporsi come una delle esponenti più note della bounce music. Dopo essere apparsa in varie trasmissioni televisive ed aver concesso un campionamento vocale a Beyoncé per un interlude del The Formation World Tour, Freedia ha ottenuto una maggiore popolarità nel 2019, anno in cui ha collaborato con Kesha nel singolo di quest'ultima Raising Hell. Ha concesso un secondo campionamento vocale a Beyoncé per il singolo di successo internazionale Break My Soul, primo estratto dell’album Renaissance.
Viene considerata una delle principali esponenti della bounce music.

## Carriera
Freddie Ross ha iniziato a cantare ed esibirsi fin da bambina in quanto componente di diversi cori. Una prima volta è avvenuta già negli anni della scuola superiore, quando ha diretto il coro in cui militava ed ha capito di avere le giuste capacità per scrivere e produrre musica.
Nel 1998 Ross ha assistito per la prima volta ad una performance di Bounce music eseguita da una drag queen chiamata Katey Red, entrando a contatto con un mondo completamente nuovo per lei: nei mesi successivi decise dunque di assumere lo pseudonimo di Big Freedia Queen Diva e ad esibirsi come drag queen negli show di Red. La scelta del nome dipese dalla sua volontà di avere un "nome d'arte che includesse una rima".
Big Freedia ha pubblicato il suo primo brano inedito, An Ha, Oh Yeah, nel 1999. Negli anni successivi ha continuato a pubblicare di tanto in tanto dei singoli, fino a pubblicare il suo album di debutto Queen Diva nel 2003 via Asylum Records. In seguito alla pubblicazione del disco, Freedia ha continuato ad esibirsi come drag queen e rapper in svariati show, ottenendo dalla stampa il titolo di "una delle maggiori esponenti della Sissy Bounce", sottogenere della Bounce Music che fa riferimento principalmente alle drag queen. In seguito, l'artista ha chiarito di "non vedere una grande differenza fra la Sissy Bounce e la Straight Bounce", ossia il genere musicale analogo esibito da persone eterosessuali.
Dal 2009 in poi, Big Freedia ha iniziato ad ottenere rilevanza a livello nazionale, cominciando ad esibirsi spesso in luoghi anche molto lontani dalla Louisiana. Nel 2011 ha pubblicato il suo secondo album Big Freedia Hitz Vol. 1, per il quale ha anche lanciato vari video musicali: l'album le ha permesso di vincere vari premi e di approdare in vari spettacoli televisivi, incluse premiazioni di MTV. Dopo essersi esibita in programmi televisivi popolari come Jimmy Kimmel Live ed aver fatto un'apparizione nello show di HBO Treme, Freedia ha ottenuto un suo show su Fuse intitolato Queen Freedia Queen Of Bounce. Lo show ha continuato ad andare in onda fino al 2017, per un totale di 5 stagioni. Nel 2014 pubblica l'album Just Be Free tramite la sua etichetta Queen Diva.
Nel 2016 Freedia ha registrato un campionamento vocale per Beyoncé, il quale è stato utilizzato dalla popstar durante il suo The Formation World Tour. Nel campionamento Freedia pronuncia le parole: Oh Miss Bey, I know you came to slay! Give them hoes what they came to see. Baby, when I tell you, I'm back by popular demand. I did not come to play with you hoes. I came to slay, bitch! Oh yes, you best believe it, I always slay. You know I don't play. Successivamente anche Drake ha utilizzato la voce di Big Freedia durante i suoi show.
Nel 2016 Freedia ha pubblicato vari singoli e video, nonché un EP natalizio intitolato A Very Big Freedia Christmas. Nel 2017 pubblica il singolo Dive, in duetto con Mannie Fresh, ed è stata inserita nel videogioco Just Dance 2018 con il brano Make It Jingle. Nel 2018 Freedia è apparsa nel brano di Drake Nice For What, senza essere tuttavia accreditata. Nel 2019 ha firmato il suo primo contratto discografico con la Asylum Records, etichetta con cui aveva già collaborato per la distribuzione dei suoi primi due album. Successivamente, Freedia ha preso parte al singolo di Kesha Raising Hell, e questo le ha dato modo di esibirsi per la prima volta sul palco degli American Music Awards.
Nel 2019 Freedia ha pubblicato il singolo Louder in collaborazione con le Icona Pop, mentre nel 2020 ha collaborato nuovamente con Kesha nel singolo Chasing Rainbows. Sempre nel 2020 Freedia ha pubblicato un EP intitolato Louder e avrebbe dovuto accompagnare Kesha durante il suo High Road Tour, tuttavia la tournée è stata cancellata a causa della pandemia da COVID-19. Nei mesi del lockdown l'artista partecipa al singolo House Party, collaborazione che include anche i New Kids On The Block, i Naughty By Nature, Jordin Sparks e i Boyz II Men. Nel 2022 prende parte al singolo di Beyoncé Break My Soul.
Nell'aprile 2023 pubblica il singolo 100$ Bills, in collaborazione con Ciara.

## Vita privata
In più di un'occasione, Big Freedia ha affermato di non definirsi una persona transgender, ma semplicemente un uomo che ama esibirsi nei panni di donna, e che non le importa se le persone si riferiscono a lei con pronomi maschili o femminili. Oltre all'attività musicale e televisiva, Ross nel privato lavora anche come interior designer.
Nel 2016 Ross è stata incriminata per non aver comunicato quelli che sono stati i suoi guadagni dal 2010 (anno in cui ha ottenuto una maggiore popolarità) in poi ed aver continuato a percepire un aiuto economico dallo stato. Nel 2017 Ross si è dichiarata colpevole di tutte le accuse ed è stata condannata a 3 anni di libertà vigilata, una multa di 35 000 dollari e 100 ore di servizio comunitario. In un secondo momento le è stato ordinato di vivere in una casa circondariale dopo essere risultata positiva a marijuana e anfetamine. La libertà vigilata e l'obbligo di dimora in casa circondariale sono state revocate nel 2018 per buona condotta.

## Discografia

### Album in studio
- 2014 - Just Be Free
- 2023 - Central City
- 2025 - Pressing Onward

### Mixtape
- 2003 - Queen Diva
- 2010 - Big Freedia Hitz Vol. 1
- 2012 - God Save the Queen Diva
- 2017 - The Bounce Back (con Mannie Fresh)

### EP
- 2011 - Scion A/V Presents Big Freedia
- 2011 - Azz Everywhere
- 2016 - A Very Big Freedia Christmazz
- 2018 - 3rd Ward Bounce
- 2020 - Louder
- 2020 - Big Freedia's Smokin Santa Christmas
- 2021 - Big Diva Energy